# Padákový kluzák

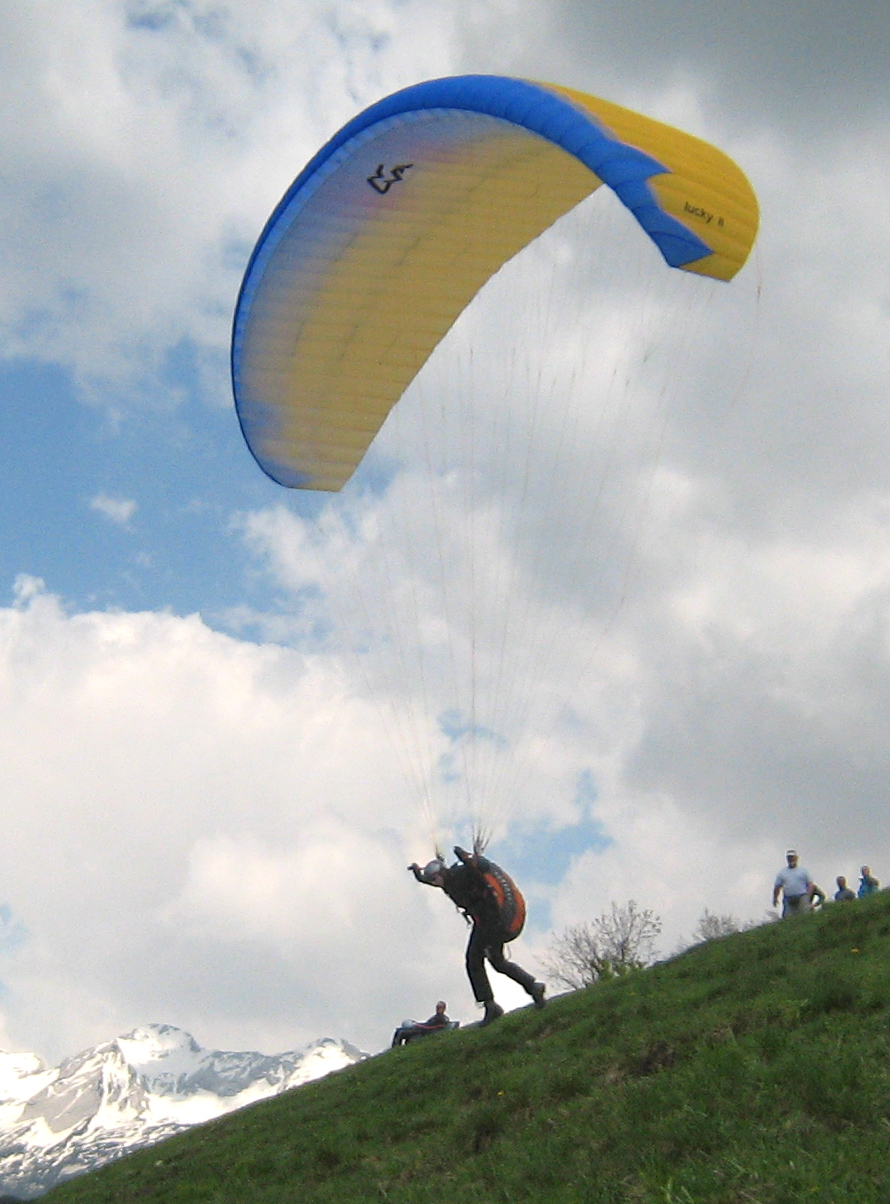
Padákový kluzák při startu, Slovinsko, Kobala

Padákový kluzák je zařízení pro sportovní létání, které nemá pevnou vnitřní konstrukci. Horní látková část padákového kluzáku (tzv. vrchlík) se prouděním vzduchu nafoukne do tvaru křídla a vytváří tak při pohybu vzduchem vztlakovou sílu, která je pomocí závěsných lan přenášena na postroj pilota. Pomocí padákových kluzáků se provozuje paragliding.

## Kategorie padákových křídel
Výrobci padákových kluzáků (PK) obvykle zákazníkovi nabízejí několik typů PK.
Pro pilota je velmi důležité létat na takovém PK, jehož náročnost odpovídá pilotovým schopnostem.
Aby se bylo možno orientovat mezi mnoha typy vyráběných kluzáků, vznikly normy definující různé kategorie PK.
Normy rozdělují padákové kluzáky z hlediska náročnosti na pilotáž a explicitně nic neříkají o výkonu PK.
Snahou výrobců je pak zhotovit v rámci každé kategorie co možná nejvýkonnější PK.
Ve výsledku pak platí, že kluzák vyšší třídy je sice náročnější co se týká pilotových schopností, nabízí však vyšší výkon.
Norma je určitým vodítkem při výběru PK, nemusí být však zcela stoprocentní.
Při koupi kluzáku je vhodné s výrobcem popř. distributorem též konzultovat svoje zkušenosti,
počet odlétaných hodin i předpoklady jak hodně se létání hodláte věnovat v budoucnosti.

### Kategorie podle normy AFNOR
Nejstarší normou pro paraglidingová křídla (PK) je francouzský AFNOR (Association française de Normalisation). Ten dělí PK do několika skupin, podle způsobu využití a náročnosti pilotáže:
- Standard
- Performance
- Competition
- Tandem

Kategorie standard nabízí používání základního typu padákového kluzáku. S tímto typem se provádí výcvik pilotů a dále na něm létají rekreační piloti nebo piloti, kteří dávají přednost bezpečí ve vzduchu. Kategorie performance je určena pro piloty, kteří létají velmi často a mají s létáním již nějaké zkušenosti. Padákové kluzáky kategorie performance jsou výkonnější, rychlejší, ale také náročnější na pilotáž než padákové kluzáky kategorie standard. Kategorie competition je určena pro soutěžní piloty, kteří aktivně létají rychlostní přeletové soutěže. Padákové kluzáky kategorie competition jsou velmi náročné na pilotáž a pilot musí prokázat velmi dobré znalosti a zkušenosti, aby získal pilotní licenci na tento typ křídel. Kategorie tandem určena pro zkušené piloty, kteří mohou v sedačce před sebou vozit jednoho pasažéra.

### Kategorie dle PL-2
Normě AFNOR odpovídá i český národní předpis PL-2 a definuje obdobné čtyři kategorie padákových kluzáků. Citace kurzívou představují stručnou charakteristiku a jsou doslovně přejaté z PL-2. Kompletní znění normy je možno nalézt na webových stránkách letecké amatérské asociace ČR .
- STANDARDNÍ PK - Především z této kategorie by si měli vybírat začátečníci a piloti s nízkou frekvencí létání. PK této kategorie se vyznačují výbornou stabilitou kolem všech os a vysokou mírou pasivní bezpečnosti, která je dána především malou citlivostí k nepřesným a necitlivým zásahům do řízení. Celkově jsou tyto PK velmi dobře ovladatelné. Tyto PK musí projít všemi testovacími režimy.

- VÝKONNÝ PK - Ten kdo pravidelně létá se může rozhodnout pro padáky náročnější na pilotáž. Tyto PK disponují vyšší výkonností, stále si však zachovávají dobrou stabilitu a umožňují dostatečně vycvičenému pilotovi nekomplikovaný návrat do normálního letového režimu po deformaci vrchlíku nebo zvláštním letovém režimu. Kluzáky této kategorie jsou též často označovány jako "sportovní PK".

- SOUTĚŽNÍ PK - Tato kategorie je vhodná pro piloty, kteří létají velmi často a kteří, na základě tréninku, dovedou rychle a uváženě reagovat na každou situaci ve vzduchu. Proto se u těchto PK v rámci testů co nejpřesněji dodržují pokyny výrobce.

- TANDEMOVÝ PK - Tento druh PK je vhodný pro zkušeného pilota, který má v úmyslu brát s sebou pasažéra. V tomto smyslu musí být PK podroben zvláštní zkouškám, neboť musí vykazovat zvláštní stabilizační tendence a po deformaci vrchlíku se musí rychle vracet do normálního letového režimu.

Norma PL-2 je zastaralá a v současné době se podle ní kluzáky netestují. Pro Českou republiku jde však stále o základní normu a vychází z ní kategorie pilotních průkazů pro PK vydávaných v České republice: Pilotní průkaz kategorie "A" pro standardní PK, "B" pro výkonné PK, "C" pro soutěžní PK a "T" pro tandemové PK. Pro kluzáky testované podle jiných norem se platnost pilotního průkazu vymezuje dle tabulky níže.

### Kategorie podle normy DHV
Norma Afnor zastarala z řady důvodů: V době kdy vznikla, nebyly padákové kluzáky vybaveny speed systémem (speedem) a norma tedy ani nedefinovala, jakým způsobem se má padákový kluzák při použití speedu chovat. Dalším problémem bylo příliš hrubé dělení na tři kategorie. Proto vznikla německá norma DHV a zavedla pro jednomístné kluzáky dělení jemnější, pětistupňové. Kategorie jsou značeny DHV 1, DHV 1-2, DHV 2, DHV 2-3, DHV 3. Testování však prováděla pouze jedna zkušebna a bylo nákladné. DHV nezavádí samostatnou kategorii "tandem". Tandemové kluzáky se obvykle certifikovaly jako DHV 1 nebo DHV 1-2.

### Kategorie podle normy CEN
Norma Evropské unie CEN EN 926 je nejnovější normou pro kategorie PK, definuje čtyři stupně značené EN-A, EN-B, EN-C, EN-D. Kluzáky kategorie EN-A jsou určeny především pro školy paraglidingu a pro piloty, kteří létají jen několikrát ročně. Kluzák EN-B je ideální pro začínajícího pilota po pilotním kurzu, který chce dál rozvíjet své pilotní dovednosti. Tento kluzák je též vhodný pro občasně létající piloty. Kluzáky EN-C jsou již určeny jen pro piloty s delší praxí v samostatném létání. Nutností je též létat často. Kluzáky EN-D jsou určeny pro velmi zkušené, aktivně létající piloty. CEN rovněž nezavádí samostatnou kategorii "tandem". Tandemové kluzáky se obvykle certifikují jako EN-A nebo EN-B.

### Přibližné porovnání kategorií
Vzájemné porovnání jednotlivých norem uvádí tabulka. Tabulka je jen přibližná, neboť jednotlivé normy definují různé postupy testování a přesné srovnání je tak nemožné.
Určité srovnání však musí existovat. Jednak, aby bylo možno vymezit platnost pilotních průkazů a dále je nutné pro rozdělení kategorií padákových kluzáků na soutěžích.
Diskutabilní je zejména zařazení EN-D.
Předpis PL-2 řadí EN-D na úroveň soutěžních PK.
Často je však EN-D řazena mezi výkonné (sportovní) PK, tedy na úroveň DHV 2-3,
tak tomu bylo např. v soutěži "Český pohár paraglidingu" před sloučením kategorií sportovních a soutěžních PK.
| PL-2         | Standardní PK | Standardní PK | Výkonný (sportovní) PK | Výkonný (sportovní) PK | Soutěžní PK |
| AFNOR        | Standard      | Standard      | Performance            | Performance            | Competition |
| DHV          | DHV 1         | DHV 1-2       | DHV 2                  | DHV 2-3                | DHV 3       |
| CEN (EN 926) | EN-A          | EN-B          | EN-C                   | EN-D                   | EN-D        |

### Kluzáky mimo kategorie
Kromě certifikovaných kluzáků též existují závodní speciály, často konstruované tak, aby vyhovovaly jednomu konkrétnímu pilotovi. Dalším druhem padákových kluzáků bez certifikace jsou prototypy. K jejich použití je nutno vlastnit kvalifikaci testovacího pilota.

## Konstrukce

Jednotlivé části padákového kluzáku

Padákový kluzák se skládá z vrchlíku a šňůr.
Vrchlík je ušitý z neprodyšné tkaniny do tvaru profilu křídla. Kluzák tvoří horní potah (1), spodní potah (2), žebra (3) a výztuhy . Spodní i vrchní potah jsou ze tkaniny, která se chemicky upravuje, aby dosáhla nízké propustnosti vzduchu. Nepropustná látka je pro princip vztlakové síly nepostradatelná. Žebra jsou vystřihována do tvaru profilů křídla a přišívá se k nim spodní i vrchní potah. Aby se vrchlík nebortil do nesprávného tvaru, jsou v některých místech přišity výztuhy, které mohou být i diagonální. Díky diagonálním výztuhám bylo možné snížit počet šňůr a tím i součinitel odporu vzduchu.
Šňůry se skládají z jádra a opletu. Jádro je tvořeno slabými vlákny z pevného materiálu a jsou opleteny ochranným obalem. Ochranný obal se používá pro snížení možnosti poškození šňůry při kontaktu s překážkami. Šňůry jsou vyvázány v řadách za sebou. Řady se obvykle značí velkými písmeny A, B, C a D. Řada A je vyvázána na náběžnou hranu a řada D na odtokovou hranu. Zakončení šňůr je provedeno do popruhů jednotlivých řad a nakonec jsou společně svázány do ocelového kroužku, který se pomocí karabin připojí k postroji, ve kterém sedí pilot. Jediné volné jsou řídicí šňůry, které vedou skrz kladky k pilotovi. Na řídicích šňůrách jsou rukojeti ke snadnému řízení.
Geometrie profilu je zajištěna délkami šňůr, které jsou vyvázány k vrchlíku. V některých případech je potřeba tuto geometrii pozměnit, za účelem dosažení vyšších rychlostí. K provedení této změny geometrie byly vynalezeny dva systémy:
1. Trimovací systém: Umožňoval nastavit zadní popruhy malinko delší a tím změnil úhel odtokové hrany profilu k dosažení vyšší rychlosti.
2. Speed systém: Umožňuje stahování předních dvou až tří popruhů v daném poměru a tím sníží úhel náběhu proudu vzduchu a zvýší se tak rychlost. K popruhům je připojena šňůra k jejich stahování, která vede systémem kladek do spodní části postroje, kde se nachází hrazda, na kterou pilot opírá nohy a stahuje tak popruhy. Dnes se používá již jen tento systém, protože je jednodušší na obsluhu a nastavení.

Postroj je místo, ve kterém sedí pilot a ovládá z něj padák. Obsahuje sedák a opěrku, které lze seřídit do pohodlné polohy, dále chránič páteře, upínací popruhy pro pilota a pro popruhy vrchlíku, vak pro dovážení vodní zátěží a nakonec i kontejner se záložním padákem. Postroje se zhotovují v různých velikostech a každý pilot si může vybrat velikost, která mu vyhovuje nejlépe. Popruhy záložního padáku jsou připojeny k postroji a záložní padák je zabalen tak, aby se po vypuštění co nejrychleji rozbalil. Rukojeť pro vytažení záložního padáku z kontejneru by měla být na přístupném místě a pilot by měl mít nacvičený pohyb jeho rychlého vytažení a odhození.

## Dynamika letu
Při pohybu vrchlíku vzduchem se do jeho nitra vhání vzduch, který ho tak tvaruje do leteckého profilu. Díky rozdílným rychlostem vzduchu proudícím nad vrchní plochou a pod spodní plochou vzniká aerodynamická síla, která umožňuje řiditelný let. Vzhledem k tomu, že padákový kluzák využívá dynamických účinků proudění vzduchu k tvarování křídla, říká se, že křídlo není tuhé a v letové praxi se předpokládá využití této vlastnosti i k záměrným deformacím vrchlíku, které jsou někdy důležité k opětovnému regenerování tvaru křídla.

## Ovládání padákového kluzáku

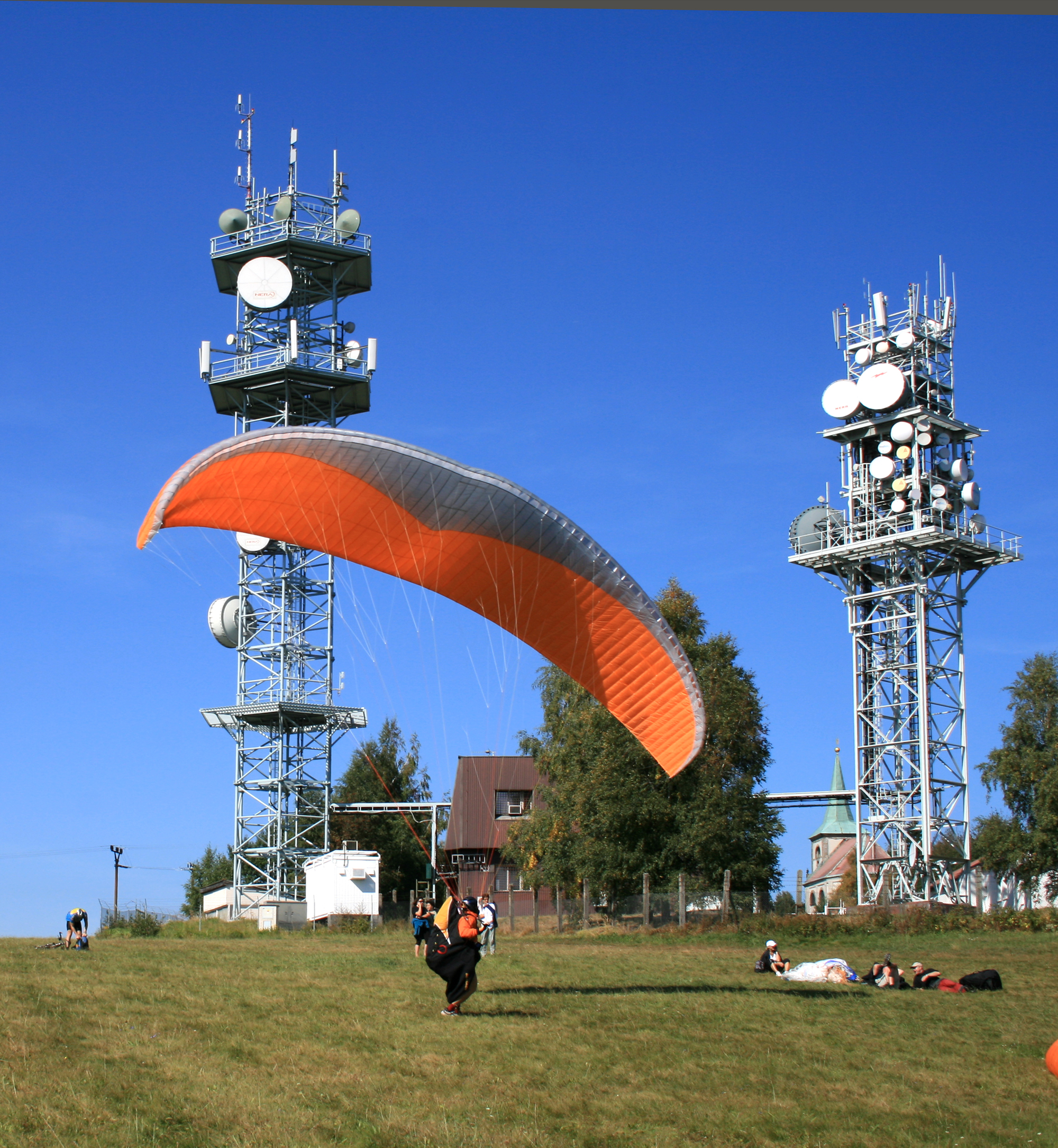
Paragliding na Zvičině

Pilot ovládá padákový kluzák pomocí řídicích šňůr - takzvaných řidiček. Řidičkami se stahuje část zadní - odtokové hrany kluzáku, čímž se mění čelní odpor kluzáku na té straně, na které byla stažena řidička. Řízení kluzáku - změnu směru letu lze provádět řidičkami jen v horizontální rovině, padákový kluzák nemůže sám od sebe stoupat.
Ke stoupání se využívají stoupavé vzdušné proudy.
Padákový kluzák je rovněž možno ovládat náklonem pilota v sedačce - tedy změnou polohy těžiště. Padák má tendenci zatočit na tu stranu, kam pilot přenese více váhy. Zkušení piloti obvykle kombinují obě možnosti. Za další může být výhodné mírně stáhnout řídící šňůru i na opačné straně, než kam pilot zatáčí, zatáčka je pak pomalejší a plošší, což je obvykle výhodné při točení stoupavých proudů. Padák je však v takovém případě náchylnější k přechodu do negativní zatáčky. Neexistuje žádný přesný návod, který by definoval kdy kolik centimetrů řídící šňůry stáhnout na které straně a jak to kombinovat s náklonem. Pilot se při točení termických proudů řídí zejména citem. Jde o dovednost, která se získává dlouhou praxí.